# Jasmi Joensuu
Jasmi Joensuu, född 7 maj 1996 i Kuortane är en finländsk längdskidåkare. Joensuu har fyra medaljer från finska mästerskap, varav två silver och två brons. Hon tävlar för klubben Vantaan Hiihtoseura.
Joensuu är en sprintspecialist och har en tionde plats från just sprint som bästa resultat i världscupen.

## Världsmästerskap
Joensuu har deltagit i Världsmästerskapen i nordisk skidsport 2021 i Oberstdorf.
| Tävling         | 10 km | Skiathlon | 30 km | Sprint | Stafett | Lagsprint |
| --------------- | ----- | --------- | ----- | ------ | ------- | --------- |
| Oberstdorf 2021 |       | —         |       | 17:e   | Brons   |           |